# 米谢尔恩
盖瑟尔河谷米谢尔恩（德語：Mücheln (Geiseltal)），简称米谢尔恩（德語：Mücheln，發音：[ˈmʏçl̩n] ⓘ）是德国萨克森-安哈尔特州萨勒县的城市，面积98.58平方千米，2023年12月31日人口为8,431人。